# I Wanna Give My Heart
«I Wanna Give My Heart» —en español: «Quiero entregarte mi corazón»— es una canción dance pop interpretada por la cantante pop chilena Denise Rosenthal, incluida en su tercer álbum de estudio, Fiesta (2013). Fue lanzada de manera independiente en noviembre de 2011 como el primer sencillo del disco y es su primera canción cantada en dos idiomas. Además, es su segunda incursión cantando en inglés tras su anterior sencillo, «Men» (2010). Su video musical, estrenado el 29 de noviembre de 2011, fue dirigido por Piero Medone y filmado en Santiago de Chile y Pirque.
La canción recibió en general buenas críticas y buen rendimiento en la lista de los sencillos más populares en Chile, llegando al top 20 y colocándose como el segundo mejor puesto alcanzado por alguno de sus lanzamientos, sólo superado por su debut en solitario, «No quiero escuchar tu voz» (2008), el que llegó a la ubicación número 8.

## Antecedentes

### Composición y grabación
La canción está escrita por Denise Rosenthal junto a Neven Ilic, músico, cantante y compositor chileno de R&B, la composición del tema fue realizada durante el 2011 y esta es la segunda vez en que Ilic y Rosenthal se unen para un trabajo musical, ya que previamente al lanzamiento de esta canción ellos ya habían lanzado el sencillo "Say Hey, Say Ohh", canción utilizada como parte de la banda sonora de la serie de MTV Latinoamérica Popland. La letra de la canción en los inicios del proceso de creación hablaba de romperle el corazón a otra persona, pero Denise decidió darle un vuelco y justamente en ese instante ella estaba viviendo un "cuestionamiento amoroso" que fue finalmente lo que inspiró la letra final del tema. Finalmente la canción cuenta como una chica está enamorada y quiere confiar en una pareja y en el amor; y a su vez quiere tener una relación más sana y hablar sobre valorarse y respetarse.
Este sencillo marca el primer paso de Denise a su tercer álbum, ya que en un inicio el primer sencillo de este álbum era la controvertida canción "Men" junto al rapero Tea-Time, pero que sin embargo por los problemas legales asociados a la producción de la canción siendo cover de la estadounidense Gladys Knight, Denise decidió dejarlo solo como un sencillo promocional, para dar paso a "I Wanna Give My Heart", carta de presentación de su tercera placa discográfica. 
La grabación del sencillo fue realizada en Santiago a principios del mes de septiembre de 2011, de este proceso Denise subió un video a su cuenta oficial de Youtube el 10 de septiembre de 2011, en donde aparece mostrando un detrás de escenas del proceso de grabación, además de incluir el primer preview de la canción. Los arreglos del tema fueron realizados por José Miguel Alfaro, y en cuanto al proceso de mezcla corrió a cargo de Pablo Stipicic y se envió a masterizar a Alemania, proceso realizado por Dieter Wegner. Todo supervisado por el productor musical Marcelo Mora. El tema contiene elementos de la música pop, mezclado con ritmos dance y sintetizadores electrónicos, además del beat el cual tiene influencias de las producciones de David Guetta como su sencillo "Without You" junto a un guiño a la canción "Clocks" de Coldplay.

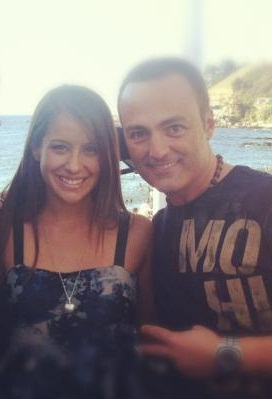
Denise junto al DJ español Luis López en la presentación del remix para el programa World Dance Music de 40 Principales en febrero de 2012.

### Créditos
- Denise Rosenthal — Escritura, voz
- Neven Ilic — Escritura, composición
- Marcelo Mora — Producción
- José Miguel Alfaro — Ingeniería, instrumentación y programación
- Pablo Stipicic — Mezcla
- Dieter Wegner – Masterización

### Lanzamiento
El 28 de noviembre, día previo al lanzamiento del sencillo, Denise dio a conocer a través de su cuenta de Twitter y sitio web oficial la carátula oficial del sencillo. La canción fue lanzada el 29 de noviembre de 2011, mediante el sitio web de La Tercera, acompañado de una entrevista de la cantante. El sencillo radial en  Chile fue lanzado el 30 de noviembre de 2011, el día posterior al debut del video musical. El estreno en radios fue hecho en la radio 40 Principales, en donde Denise estuvo en los estudios presentando el sencillo.
El día 5 de diciembre de 2011 la canción debutó en la parrilla de la radio Rock & Pop, en el programa Paraíso Rock & Pop.
Posteriormente a la Navidad de 2011, el sencillo fue liberado de forma especial para descarga gratuita desde el sitio web oficial de Denise, como regalo especial para los fanes. El día 1 de febrero lanzó el remix oficial de la canción, remezclado por Bastián Herrera (DJ Bast), además el 4 de febrero, fue presentado el mismo remix para toda América Latina y España a través del programa World Dance Music de 40 Principales por el DJ español Luis López.

## Recepción

### Crítica
"I Wanna Give My Heart" recibió buena aceptación por parte del público y críticas especializadas, valorando la intención por cantar en otro idioma y querer llegar a otros mercados rompiendo las barreras del idioma. Además el ritmo más dance fue aplaudido por la crítica diciendo que es un sonido fresco para el mercado nacional, ocupando una fórmula pop muy cercana al teen pop que se desarrolla en Europa y Estados Unidos. Por otro lado se reconoció su manejo del inglés y pronunciación, la cual se ha ido superando desde sus anteriores incursiones en el canto con este idioma, tal como lo dio a conocer Zona Latina diciendo que «"no tiene nada que envidiarle a artistas internacionales como Rihanna o Katy Perry. Denise expone toda su belleza y talento, además de su buen manejo de los idiomas."».

### Comercial
La canción acumuló en su primera semana casi 200 000 visitas oficiales tanto en su cuenta de Youtube como en los diferentes medios de prensa en donde fue destacada, siendo lo más importante mediante el sitio de La Tercera en donde logró casi 90 000 visitas. Gracias a esto y la rotación radial creciente del tema, logró debutar en la posición número 68 del Top 100 de Chile, convirtiéndose en su segundo más alto debut en aquella lista, solo superado por su primer sencillo "No quiero escuchar tu voz" que debutó en el puesto número 64. A la tercera semana la canción sube hasta la ubicación número 53, principalmente gracias al aumento radial del sencillo. En su cuarta semana apareciendo dentro de las cien canciones más importantes en Chile, logra subir hasta la casilla 47, convirtiéndose hasta esa semana en su cuarto sencillo con mejor rendimiento en la lista. En la séptima semana en lista la canción consigue incrementar su popularidad llegando a la ubicación número 41, alcanzando un nuevo peak. Para su octava semana listando en el Top 100, "I Wanna Give My Heart" salta desde el número 41 al 25.A la semana doce en lista la canción ingresa al se mantiene nuevamente dentro del Top 20, alcanzando la posición máxima 17 convirtiéndose con esto en su más alta posición desde su debut solista de 2008 "No Quiero Escuchar Tu Voz" en el puesto número 8.

## Video musical

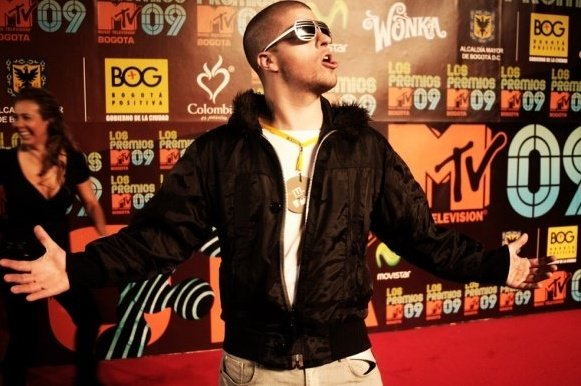
Piero Medone, es el director del video de "I Wanna Give My Heart".

El video musical de "I Wanna Give My Heart" fue filmado en diferentes locaciones de la Región Metropolitana, incluyendo la localidad rural de Pirque, en donde se grabaron las escenas del campo, praderas y la carretera, además de Santiago, en esta última grabó partes en el helipuerto de la Torre Telefónica. El video fue dirigido por el chileno Piero Medone y grabado entre los días 19 y 20 de noviembre, justo tras haber finalizado su participación en la gira de la Teletón 2011 por Chile. En el video además aparece Christian Schoenherr, bajista de la banda chilena de Pop rock, Nabu, quien interpreta al enamorado de Denise. Además dentro del video se incluye un placement a la marca de telefonía Movistar Chile.
El video muestra a Denise raptando a un hombre que cree ser el amor de su vida, luego aparece una sala de oficinas, la cual es interrumpida por la llegada de ella y ese afortunado hombre que es secuestrado para su romance. Además en la mitad de la carretera aparece un Ford Caprise descapotable y Denise manejando a toda velocidad. Todo esto completado con una de las más exigentes rutinas de baile vistas en algún clip chileno, aseguran los creativos a cargo del video, con escenas más sexys, imagen que ya venía formando con su anterior sencillo "Men". El video de "I Wanna Give My Heart" fue estrenado el mismo día de la liberación del sencillo, el 29 de noviembre de 2011 en el sitio web de La Tercera TV.

"Uno lo ve y lo pasa bien. Te saca una sonrisa. Es sencillo. Tiene partes que medio sorprende y que se trata del amor, que es siempre como ir y venir. Ahora, las sensaciones que ocurran serán del público, yo sólo ofrezco el video y me pongo en servicio del artista y su mensaje".
Piero Medone.

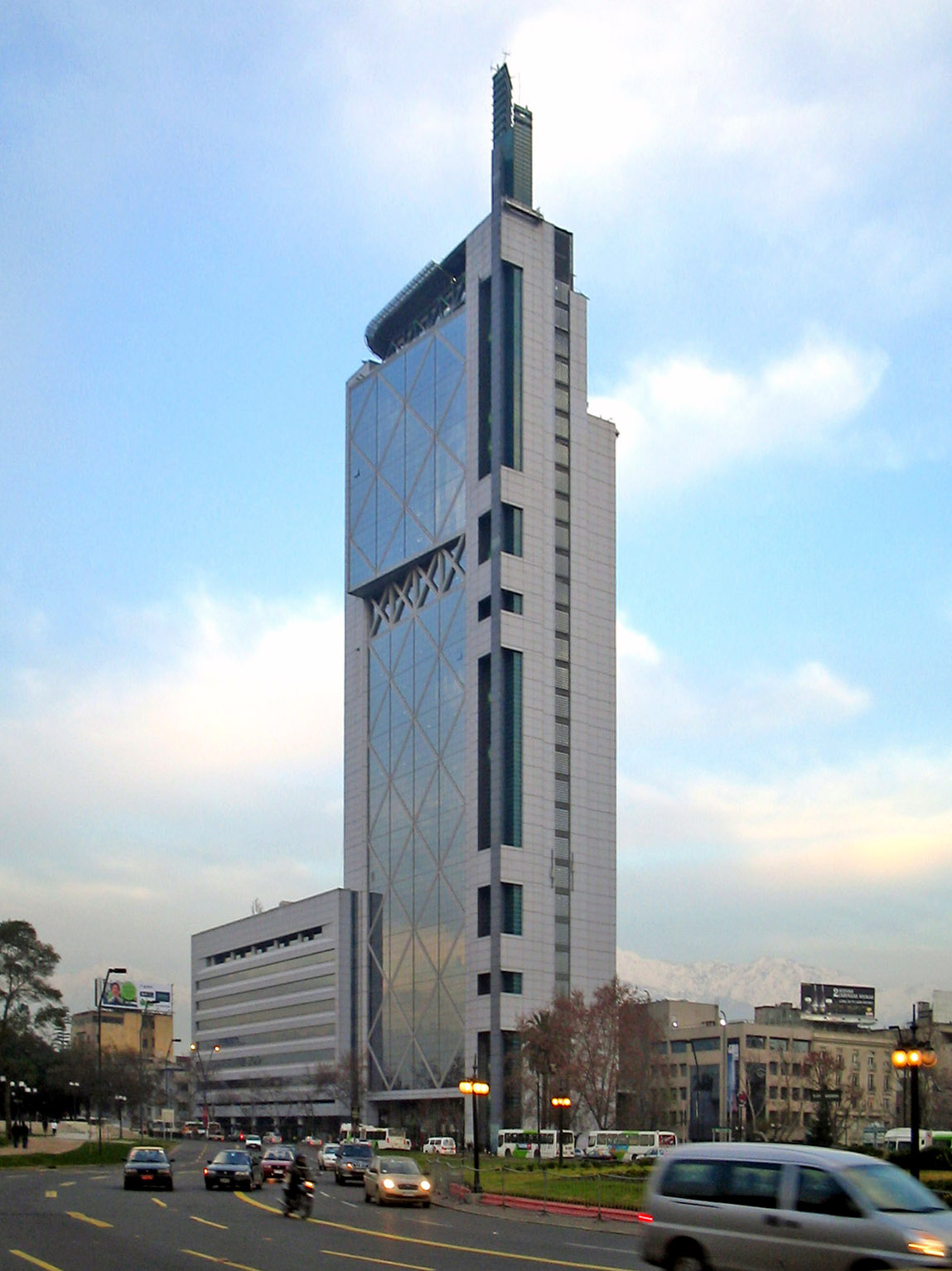
Torre Telefónica, una de las locaciones en donde fue grabado el video.

La producción del video constó de poco más de tres semanas, desde el proceso creativo hasta el estreno. La filmación tomó dos días. El equipo estuvo formado por alrededor de 10 personas. El concepto fue creado por el director del video Piero Medone, incluye varias locaciones y coreografía, dentro de los escenarios del video están las filmaciones de los coros al interior de autos, la utilización del campo y la ciudad como contrastes de ambientación dentro de la historia del video. A finales del día 29 de noviembre de 2011, el video fue colgado en la cuenta oficial de Denise en Youtube, convirtiéndose rápidamente en video tendencia en Chile. El día 30 de noviembre apareció citado y disponible para ser visto en el portal de noticias Emol, uno de los sitios web más visitados a diario en el país.
El video hizo su debut en televisión en el programa Rompe de Via X el día 14 de diciembre de 2011, y el 13 de febrero de 2012 el video musical fue colocado en rotación oficial por la cadena MTV Latinoamérica.

### Recibimiento
El video comenzó a captar la atención de los medios de prensa chilena, previo al lanzamiento generando comentarios sobre la imagen más sexy, madura y sensual que muestra Denise en el video, y como se desmarca totalmente de sus anteriores trabajos asociados a El blog de la Feña, en donde era claramente un proyecto pensado para el público más infantil, es así como medios de prensa y espectáculos tales como Glamorama, «"dice Nuevamente moderniza su imagen. Denise da en el gusto a sus seguidores, que la quieren ver renovada, y lleva unos pequeños shorts de jeans y tacones como parte del look para el videoclip"». Durante las primeras horas de ser liberado el video en la página de La Tercera consiguió más de 50 000 visitas.
En general el video ha recibido buena aceptación en cuanto a las críticas y el público, siendo ampliamente comentado en las redes sociales como Twitter y Facebook, además que ha sido valorado por arriesgarse a cambiar su imagen y no quedarse en sus roles televisivos, tal como lo expresó Zona Latina diciendo que «"no tiene nada que envidiarle a artistas internacionales como Rihanna o Katy Perry. Denise expone toda su belleza y talento, además de su buen manejo de los idiomas. Tomando en cuenta su anterior video promocional "Men" y este nuevo trabajo, nos damos cuenta que Denise está viviendo el proceso que han vivido muchas estrellas adolescentes, como Miley Cyrus y Demi Lovato, quienes quieren dejar atrás el estigma de "niñas" y demostrar que están listas para ser sexy y derretir a cualquiera con su talento"». Terra por su parte catalogó el video como «"el más osado de su carrera"».

## Promoción
En una entrevista con Radio Colina FM, el día 28 de noviembre de 2011, Denise confirmó que tras su participación en la Teletón, se enfocará totalmente a la promoción del sencillo, lo que cuenta a partir de la semana del 5 de diciembre de 2011 con visitas a diferentes radios del país y aparición en programas de televisión en Chile. El día 5 de diciembre de 2011 Denise hizo una parada en el programa Síganme Los Buenos, en donde conversó de su carrera musical, el sencillo y su próximo nuevo álbum.
El 12 de diciembre, el video de "I Wanna Give My Heart" fue presentado en vivo por el programa en línea Say Yeah TV de Gabo Ramos, además el 15 de diciembre Denise estuvo en los estudio del programa Sin Dios ni late grabando su participación junto a Tati Penna conversando sobre su carrera musical y el sencillo, finalmenre el episodio salió al aire el 16 de diciembre. Denise fue entrevistada por Mega Mujeres. El día 4 de enero de 2012, Denise estuvo en los estudio de las radios ADN y 40 Principales, promocionando el sencillo.
La canción ha sido utilizada como parte de la musicalización del reality show Mundos Opuestos de Canal 13.

## Covers
La canción fue cantada por Licetty Alfaro en la segunda temporada del programa Factor X, durante la gala de repechaje realizada el 10 de mayo de 2012.

## Formatos
| Sencillo en CD |                                        |          |  |
| N.º            | Título                                 | Duración |  |
| 1.             | «I Wanna Give My Heart»                | 03:26    |  |
| 2.             | «I Wanna Give My Heart» (Instrumental) | 03:26    |  |

| Remix |                                        |          |  |
| N.º   | Título                                 | Duración |  |
| 1.    | «I Wanna Give My Heart» (DJ Bast Edit) | 04:17    |  |

## Listas musicales de canciones
| Chart (2011)            | Máxima posición |
| ----------------------- | --------------- |
| Chile (Top 100 Singles) | 17              |
| Chile (40 Principales)  | 7               |

## Premios y nominaciones
| Año  | Premio           | Categoría                                     | Resultado |
| ---- | ---------------- | --------------------------------------------- | --------- |
| 2012 | Premios Gold Tie | Mejor Vídeo musical por I Wanna Give My Heart | Ganadora  |